# Dvojmístná kotva

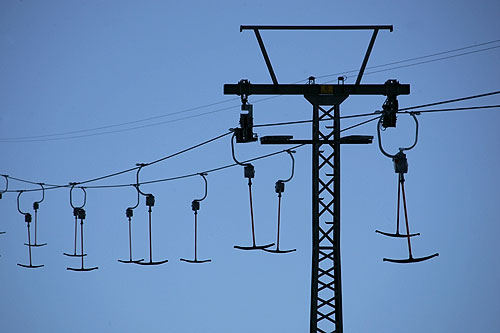
Dvojmístná kotva ve švýcarském lyžařském středisku

Dvojmístná kotva je nejčastěji užívaný typ lyžařského vleku v lyžařských střediscích České republiky, hned po ní je talířový teleskopický vlek (poma). Nejčastěji je používán samoobslužný typ (lyžař/i sami kotvu zachytí a nastoupí na ni), již méně častý je typ, při kterém je potřeba obsluha (nejčastěji vlekař) pro nástup na vlek. (Tento typ se již dnes nevyrábí, jde o zastaralé kotvy). 